# Macaduma samoėnsis
Macaduma samoėnsis là một loài bướm đêm thuộc phân họ Arctiinae, họ Erebidae.